# Тур дю Фасо
Тур дю Фасо (фр. le Tour du Faso) — шоссейная многодневная велогонка, проходящая по территории Буркина-Фасо с 1987 года. Считается самым главным и символическим велосипедным событием Африки.

## История
Гонка была создана в 1987 году по воле президента страны Тома Санкары, который также был большим любителем велоспорта. Первым её победителем стал советский велогонщик Игорь Люшенко.  

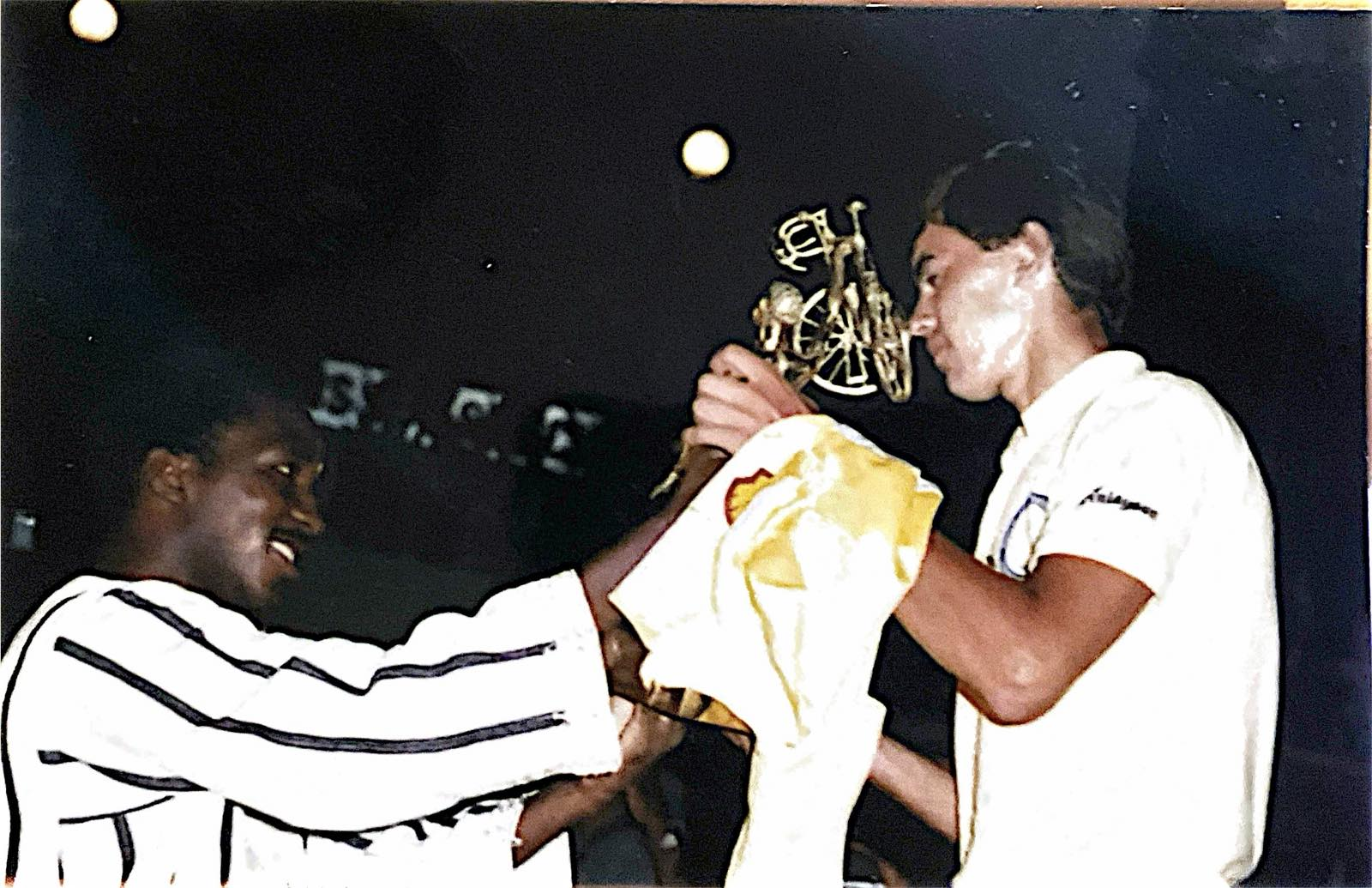
Президент Буркина Фасо вручает кубок первому победителю гонки Игорю Люшенко

До середины 2000-х годов проводилась как любительская или имела наименьший профессиональный статус. С 2001 по 2008 год организацией гонки занималась французская компания Amaury Sport Organisation (A.S.O.), проводящей гранд-тур Тур де Франс.
В 2005 года вошла вошла в календарь образовавшегося Африканского тура UCI с категорией 2.2. С 2009 года организацию гонки взяли на себя Федерация велоспорта Буркина-Фасо (FBC) и правительство страны.
В 2014 году гонка была отменена из-за эпидемии Эболы в Западной Африки, хотя в стране не было зарегистрировано ни одного случая заболевания и она не граничила с землями, наиболее пострадавшими от этой болезни. Предлагалось также провести гонку на национальном уровне.
В 2020 году гонка была отменена из-за пандемии COVID-19.
Маршрут гонки до 2006 года состоял от 10 до 13 этапов иногда включая пролог и день отдыха. С 2007 года сократился до 10 этапов без дня отдыха. Из-за равнинного характера территории страны на гонке отсутствует горная классификация. Чтобы повысить уровень сложности, в маршрут стали добавлять участки грунтовых дорог. Общая протяжённость дистанции составляет более 1200 км. Финиширует гонка всегда в столице страны — Уагадугу.

## Призёры
| Год  | Победитель              | Второй                      | Третий                  |          |
| ---- | ----------------------- | --------------------------- | ----------------------- | -------- |
| 1987 | Игорь Люшенко           | Олег Васильев               | Сайуба Зонго            |          |
| 1988 | Мади Каборе             | Сулейман Белем              | Сайуба Зонго            |          |
| 1989 | Максим Аудраго          | Мусса Уэдраого              | Амаду Амани             |          |
| 1990 | Айме Зонго              | Саид Руамба                 | Максим Аудраго          |          |
| 1991 | Саид Руамба             | Бернард Вина                | Мусса Уэдраого          |          |
| 1992 | Филиппе Ле Перье        | Жан-Мари Тонини             | Айме Зонго              |          |
| 1993 | Морис Савадого          | Эрнест Зонго                | Омар Гендуз             |          |
| 1994 | Карим Ямеого            | Морис Савадого              | Сильвен Тонде Гоарма    |          |
| 1995 | Эрнест Зонго            |                             |                         |          |
| 1996 | Гвидо Фульст            | Михаэль Линк                | Свен Ландверкамп        |          |
| 1997 | Эрнест Зонго            | Жан-Баптист Куасси          | Бамба Нурго             |          |
| 1998 | Жак Кастан              | Курт Ван Ландегем           | Патрик Шевалье          |          |
| 1999 | Саид Мосри              | Ондрей Слободник            | Мохамед Холафи          |          |
| 2000 | Михаил Халилов          | Димитри Пави Дегл'Инноченти | Карл Пауэлс             |          |
| 2001 | Юстус Лагтенберг        | Абдельлатиф Саадоуне        | Мартен Тьяллинги        |          |
| 2002 | Абдельлатиф Саадоуне    | Александр Лекок             | Хамадо Пафаднам         |          |
| 2003 | Мартен Тьяллинги        | Тьерри Давид                | Кей Кермер              |          |
| 2004 | Абд аль-Ваххаб Савадого | Тьерри Давид                | Мишель Леливр           |          |
| 2005 | Рабаки Жереми Уэдраого  | Саид Руамба                 | Карел Паттин            |          |
| 2006 | Давид Вердонк           | Мартиньен Тега              | Жюльен Гонне            |          |
| 2007 | Адиль Джеллоуль         | Садрак Тегимаха             | Маухсине Лахсайни       |          |
| 2008 | Ги Смет                 | Лоран Донне                 | Садрак Тегимаха         |          |
| 2009 | Абдельлатиф Саадоуне    | Маухсине Лахсайни           | Мохамед Саид Эль Аммури |          |
| 2010 | Жюльен Шик              | Расмане Уэдраого            | Дамьен Ле Ге            |          |
| 2011 | Бангба Хамиду Зидевейба | Мартиньен Тега              | Расмане Уэдраого        |          |
| 2012 | Расмане Уэдраого        | Абдель Азиз Никиема         | Леандер Шреурс          |          |
| 2013 | Абдель Азиз Никиема     | Иссьяка Сиссе               | Янник Лонтси            |          |
| 2014 | отменено                | отменено                    | отменено                | отменено |
| 2015 | Маухсине Лахсайни       | Мухаммед Амине Еррафаи      | Матиас Сорго            |          |
| 2016 | Харуна Ильбудо          | Венсан Грачик               | Земенфес Соломон        |          |
| 2017 | Салахеддин Мрауни       | Саймон Мьюзи                | Матиас Сорго            |          |
| 2018 | Матиас Сорго            | Сьорс Хандграаф             | Дитер Буври             |          |
| 2019 | Дарио Антониу           | Бруно Араужу                | Йонас Доринг            |          |
| 2020 | отменено                | отменено                    | отменено                | отменено |
| 2021 | Даниэль Бихльманн       | Усама Хафи                  | Сулейман Коне           |          |
| 2022 | отменено                | отменено                    | отменено                | отменено |
| 2023 | Поль Даумон             | Рутгер Ваутерс              | Ахраф Эд Догми          |          |
| 2024 | Мухсин Эль Коураджи     | Дрисс Эль Алоуни            | Адиль Эль Арбауи        |          |